# Miguel Fritz
Miguel Fritz OMI (* 10. Mai 1955 in Hannover als Michael Fritz) ist ein deutscher römisch-katholischer Ordensgeistlicher und Apostolischer Vikar von Pilcomayo in Paraguay.

## Leben
Michael Fritz trat am 11. Oktober 1974 der Ordensgemeinschaft der Hünfelder Oblaten bei, legte am 2. November 1975 die zeitliche Profess ab und studierte Theologie an der Universität Mainz. Am 1. November 1980 legte er die ewige Profess ab, wurde einen Tag später zum Diakon geweiht und empfing am 28. Mai 1981 das Sakrament der Priesterweihe. Nach weiteren Studien erwarb er an der polytechnischen Salesianerhochschule in Quito das Lizenziat in Anthropologie.
Nach der Priesterweihe war er bis 1984 Kaplan in Gelsenkirchen und ging anschließend nach Paraguay, wo er zunächst im Bistum Villarrica del Espíritu Santo und für ein Jahr am Ausbildungszentrum seines Ordens in Lambaré tätig war. Seit 1988 war er im Nordosten Paraguays im Gebiet des Apostolischen Vikariats Pilcomayo tätig und widmete sich seither besonders der Sorge für das indigene Volk der Nivaĉle. Daneben war er in der Pfarrseelsorge tätig und von 1995 bis 2006 Generalvikar des Apostolischen Vikariats. Von 2007 bis 2010 war er Provinzial der Ordensprovinz der Oblaten in Paraguay. Von 2010 bis 2016 war er als Generalrat in Rom Mitglied der Ordensleitung seiner Gemeinschaft. Ab 2016 war er erneut Generalvikar und seit dem Rücktritt von Lucio Alfert OMI im November 2022 Apostolischer Administrator von Pilcomayo.
Papst Franziskus ernannte ihn am 15. April 2025 zum Apostolischen Vikar von Pilcomayo. Der Erzbischof von Asunción, Adalberto Kardinal Martínez Flores, spendete ihm am 14. Juli desselben Jahres in der Kathedrale von Pilcomayo die Bischofsweihe. Mitkonsekratoren waren der emeritierte Bischof von Ciudad del Este, Wilhelm Steckling OMI, und der Bischof von San Pedro, Pierre Jubinville CSSp.